# Angela Zumpe
Angela Zumpe (* 7. November 1953 in Berlin) ist eine deutsche Künstlerin - Malerin und Filmemacherin.

## Leben
Angela Zumpe studierte von 1973 bis 1981 an der Hochschule der Künste Berlin bei Rudolf Kügler, Fred Thieler und Hans-Jürgen Diehl und wurde 1981 bei letzterem Meisterschülerin. Im Jahre 1977 wurde sie in den Berufsverband Bildender Künstler Berlin aufgenommen und sammelte seitdem reichlich Ausstellungserfahrungen, darunter in der Großen Münchener wie der Großen Düsseldorfer Kunstausstellung. Sie hatte zeitweise ihr Atelier in einem aufgegebenen Krankenhaus eingerichtet, wo sie Werke zwischen Malerei und Objektkunst, in die alte medizinische Überbleibsel wie Mullfetzen und Spritzennadeln einflossen, schuf. Ihr erstes Staatsexamen im Fach Kunsterziehung legte sie 1981/82 ab. Nach dem Studium ging sie mit einem Jahresstipendium des DAAD nach New York City, um an der New York University, Institute of Film and Television, Film zu studieren.
1991 gründete sie Paste Up Productions, eine Firma für digitale Bildbearbeitung und experimentelle Videoarbeiten. 1991/92 arbeitete sie als Film-Designerin für die Sender SFB, rbb, RIAS TV, Deutsche Welle, MDR und Sat1. Anschließend wurde sie Artdirector für den neu gegründeten Nachrichtensender n-tv und entwickelte dort das Corporate Design.
Sie war Dozentin für Digitale Bildgestaltung an der Deutschen Film- und Fernsehakademie Berlin (DFFB). Nach Professuren in Stuttgart, Mainz und Essen war sie von 1998 bis 2019 Professorin für Audiovisuelle Medien im Fachbereich Design der Hochschule Anhalt in Dessau. Dort rief sie 2012 das Kurzfilmfestival schnongs! ins Leben. Sie ist Mitglied der AG DOK.
Sie hat ihr Atelier im Kulturhaus Schöneberg, wo sie jährlich zur Schöneberger Art ihre aktuellen Arbeiten, Malerei und digitale Collagen, zeigt.

## Werke
Videoessays, Videoinstallationen, Kinofilm und Fernsehen
- 1991: Steinwelt (Videoessay Stoneworld Video, 7,5 min., unter Verwendung von Zitaten aus Die Besiegten von Peter Weiss, Paste Up Productions)
- 1992: Accidents Will Hapen (Videoessay, 8 min., Produktion des Neuen Berliner Kunstvereins/Video-Forum)
- 1993: Der Sturm (Prolog)
- 1996: Vortex – 24 Hours Berlin (Video zum Klangkunst-Festival Sonambiente)
- 2001: Lyrikclips (Visualisierte Gedichte, Projekt mit Studenten, Bauhaus Dessau)
- 2002: Westausgang (Videoprojekt, gefördert vom Filmfond Sachsen-Anhalt)
- 2002: Dissolving Views (Videoinstallation auf der Mülheimer Medienmeile)
- 2003: Westausgang – Transformationen einer Region (5-Screen-Videoinstallation), in Kooperation mit der Transmediale Berlin, Play_gallery for still and motion pictures
- 2004: Das andere Amerika, dokumentarische Videoinstallation, Premiere Akzente Duisburg, Filmfestival Łagów, Play_gallery for still and motion pictures
- 2005: Farben des Alterns – Colors of Ageing, in Kooperation mit der Stiftung Bauhaus Dessau
- 2007: Flüsterspiel, Videoassay, 30 min.
- 2010: Transit (Dokumentarfilm, 80 min., Produzent: Cine Impuls Leipzig, Co-Produzent: Paste Up Production, gefördert von MDM, SLM, in Kooperation mit dem MDR; bundesweiter Kinostart durch Basis-Film Verleih)[8][9]
- 2017: Pfarrers Kinder – Punks, Politiker und Philosophen (Dokumentarfilm, 84 Min., Ko-Produktion paste up production/MiriquidiFilm, gefördert von der Beauftragten der Bundesregierung für Kultur und Medien (BKM Luther 2017))
- 2019: THINGS TO COME 12 Screen-Filminstallation zu Moholy-Nagy und seinen Partnerinnen Lucia und Sibyl
- 2023/24: ZEITGEISTER, Film, 45 Min.[10]
- 2025/11: THINGS TO COME, Split-Screen-Screen-Film anlässlich des Jubiläums Umzug Bauhaus Weimar-Dessau "Filmende der BauhäuslerInnen", Stiftung Bauhaus Dessau

Ausstellungen und Festivalteilnahmen
- 1977: Galerie Büsch, Berlin (erste Einzelausstellung)
- 1977, 1978, 1980: Teilnahmen an der Großen Münchener Kunstausstellung
- 1979: Kunstpreis „Junger Westen 1979“ – Kunsthalle Recklinghausen, Recklinghausen
- 1980: Berliner Künstlerinnen, Mexiko-Stadt
- 1980: Kunst auf Papier, mit Papier – Material elementar – 28. Jahresausstellung Hannover, Deutscher Künstlerbund, Sprengel Museum Hannover[11]
- 1991: Malerei Grafik Video Fotografie Skulptur, mit Lilli Engel, Roswitha Jacobi, Ingo Kühl, Matthias Leupold u. a., Galerie Lebendiges Museum, Berlin
- 1991–1993: 37., 38., 39. Internationales Kurzfilm-Festival Oberhausen, Europäisches Medienkunstfestival Osnabrück, Videofestival Freiburg, Dok ´91 Leipzig, SIV Genf, 5. Videofestival Berlin, 6. Int. Video- and TV-Festival, NBK Berlin, Montbeliard (Auszeichnung), IMPAKT Holland, DOCUMENTA Open-Air Videofestival Kassel, MEDIALE ´92 Hamburg, New York International Filmfestival, Ostranenie Dessau, Viper Luzern, Pandemonium Festival London, Interfilm Berlin, German Angst Goethe-Institut Melbourne Australien, City Gallery Wellington Neuseeland, Labaratorio Berlino – Goethe-Institut Turin, Harvard University Cambridge
- 1994: NBK Neuer Berliner Kunstverein, Videoarbeiten von Angela Zumpe
- 1996: Vortex, im Rahmen von: Sonambiente – internationale Klangkunst-Festival zur 300-Jahr-Feier der Akademie der Künste, ehem. Staatsratsgebäude der DDR, gemeinsam mit Antal Lux, Maria Vedder, Veit-Lup, Heiko Daxl, Ingeborg Fülepp; Komponisten: Lutz Glandien, Bert Wrede, Erhard Grosskopf, Helmut Zapf, Georg Katzer, Günter Heinz[12]
- 2005: Screening War' – Zur Repräsentation von Krieg in der Videokunst,  Zentrum für Kunst und Medientechnologie (ZKM)|ZKMax, München[13]
- 2006: 40 jahre videokunst – was fehlt?, Projektraum Deutscher Künstlerbund, Berlin[14]
- 2007: EXGROUND Filmfest Wiesbaden
- 2007: Filmpräsentation und Diskussion Flüsterspiel innerhalb der Reihe Visiting Artist, Werkleitz-Gesellschaft – Zentrum für künstlerische Bildmedien Sachsen-Anhalt, Halle[15]
- 2008: Obscurum per Obscurius – Sihtasutus Tallinna Kunstihoone Fond, Tallinn. Sample #1 – Projektraum Deutscher Künstlerbund, Berlin
- 2010: ACHTUNG Filmfestival Berlin, Palace Film Festival Balchik, DOK-Woche Leipzig
- 2011: Crossing the Atlantic: 40 years of DAAD New York – CAM – Chelsea Art Museum, New York City, NY
- 2011: TRANSIT bei German Films[16] 13. Festival des Deutschen Films in Madrid[17]
- 2016: IM GLASHAUS – Ausstellung im Kunstverein Anhalt 2016 kunstraum 22
- 2017: PFARRERS KINDER bei Dokfest Kassel[18]
- 2019: Lyonel-Feininger-Galerie Quedlinburg, Präsentation im Deutschen Haus New York; GALLERIA D´ARTE MODERNA di ROMA
- 2019: THINGS TO COME 12 Screen-Filminstallation zu Moholy-Nagy und seinen Partnerinnen Lucia und Sibyl im Kunstmuseum Moritzburg Halle (Saale)[19]
- 2022: LICHTBILDER – fotografische Lichtobjekte im Kunstmuseum Georgium, Dessau
- 2023: TiME POLES – Fotocollagen/-paintings Galerie Beyond.Reality[20]
- 2024: ZEITGEISTER | Malerei - Film- und Fotoprojekt als Ausstellende und Kuratorin in Zusammenarbeit mit Jan Sobottka[21]
- 2024: Druckkunst digital, VBK - Verein Berliner Künstler, Berlin

- 1980: Wandbild Berufsschule Prinzenallee 8/9 (1. Preis beim Wettbewerb „Kunst am Bau“, ausgeschrieben vom Senat Berlin)[1][22]

Publikationen
- Ich und Kino, Poetryclips von Angela Zumpe bei Poesiefilme (DVD, Duden Paetec Verlag, 2010, ISBN 978-3-8355-6514-2).
- Und die Geister nehme ich mit, Distanz Verlag (Hrsg.), 2019, ISBN 978-3-95476-288-0[23]

Aufsätze in Buchpublikationen
- Me myself and Eye – Erinnerungstechniken im (auto-)biografischen Film. In: Reiner Matzker (Hrsg.), Bremer Forschungsbericht Medienwissenschaft. Teil 8: Verständigung über die Verständigung. Aspekte der Medienkompetenz, Uni Bremen 2008.
- Transitions – Veränderung des filmischen Raums durch die Technik? im Rahmen der Bauhaus Lectures Architecture of the Medial Space, Hochschule Anhalt (Hrsg.), 2008.
- Vom Kurzfilm zum Videoformat. In: Kurz und klein. 50 Jahre Internationale Kurzfilmtage Oberhausen. Hatje/Cantz, Stuttgart 2004, ISBN 3-7757-1323-9, S. 181 ff.
- Lyrikclip – visuelle Poesie. In: Bildersprechen. Jahrbuch der HBK Braunschweig. Salon Verlag, Köln 2003.
- Neu? Medien, Länder Konzepte – Kolloquium zu neuen Medien in Ostdeutschland im Bauhaus Dessau. In: Hochschule Ost. Texte zur Wissenschaft: Chancen verpasst – Perspektiven offen? Zur Bilanz der deutschen Transformationsforschung. Leipzig 2000. ISBN 3-9806319-2-3.

Aufsätze in Zeitschriften
- Wie in einer kompakten Handtasche? – Medienkünstlerinnen in NRW
- Die Preisträgerinnen des Künstlerinnenpreises des Landes NRW von 1996–1998. In: KulturTrip 08/2000, Ministerium für Arbeit, Soziales und Stadtentwicklung, Kultur und Sport des Landes NRW (Hrsg.).
- Vorspiel – Gestaltung von Filmvorspännen. In: PAGE – digitale Gestaltung & Medienproduktion, Ausgabe 11/1997.
- Experimente: TV und neue Medien. In: Horizont – Interactive, IFA 1997.
- Quotenkriegsbemalung – Strategien im TV-Design. In: PAGE – digitale Gestaltung & Medienproduktion, Ausgabe 3/1997.
- TV-Bilder inszenieren: kunstvoll vertont und aufwendig animiert. Linotype, Frankfurt 1997.
- Erzählraum im Cyberspace – Das Verhältnis von alten und neuen Medien im digitalen Zeitalter, AMR-Dokument-Nr. A12165.